# EHF Liga Mistrzów 2018/2019 (grupa A)
EHF Liga Mistrzów 2018/2019 - rozgrywki i tabela grupy A
| Lp. | Drużyna              | M  | Mecze | Mecze | Mecze | Bramki | Bramki | Bramki | Pkt |
| Lp. | Drużyna              | M  | W     | R     | P     | +      | −      | +/−    | Pkt |
| --- | -------------------- | -- | ----- | ----- | ----- | ------ | ------ | ------ | --- |
| 1.  | FC Barcelona         | 14 | 12    | 0     | 2     | 486    | 391    | +95    | 24  |
| 2.  | Telekom Veszprém     | 14 | 10    | 0     | 4     | 410    | 382    | +28    | 20  |
| 3.  | RK Wardar Skopje     | 14 | 9     | 1     | 4     | 406    | 390    | +16    | 19  |
| 4.  | PGE Vive Kielce      | 14 | 7     | 0     | 7     | 439    | 430    | +9     | 14  |
| 5.  | Rhein-Neckar Löwen   | 14 | 7     | 0     | 7     | 418    | 410    | +8     | 14  |
| 6.  | HC Meszkow Brześć    | 14 | 4     | 1     | 9     | 379    | 419    | −40    | 9   |
| 7.  | Montpellier Handball | 14 | 3     | 1     | 10    | 377    | 414    | −37    | 7   |
| 8.  | IFK Kristianstad     | 14 | 2     | 1     | 11    | 396    | 475    | −79    | 5   |

| Gospodarz \ Gość     | VAR   | KCE   | BAR   | MES   | VES   | MON   | KRI   | RNL   |
| RK Wardar Skopje     |       | 28:27 | 26:30 | 30:23 | 27:29 | 33:27 | 33:25 | 29:27 |
| PGE Vive Kielce      | 31:27 |       | 36:42 | 34:31 | 35:36 | 27:28 | 33:31 | 35:32 |
| FC Barcelona         | 34:26 | 31:27 |       | 41:32 | 31:28 | 35:27 | 43:26 | 30:25 |
| HC Meszkow Brześć    | 31:31 | 26:35 | 21:29 |       | 28:29 | 26:23 | 32:23 | 27:24 |
| Telekom Veszprém     | 25:27 | 29:27 | 29:26 | 28:20 |       | 25:19 | 36:27 | 28:29 |
| Montpellier Handball | 24:27 | 26:29 | 28:36 | 29:23 | 29:30 |       | 30:31 | 31:26 |
| IFK Kristianstad     | 30:32 | 33:34 | 25:44 | 30:32 | 32:29 | 29:29 |       | 27:32 |
| Rhein-Neckar Löwen   | 27:30 | 30:29 | 35:34 | 33:27 | 25:29 | 37:27 | 36:27 |       |

Wyniki
| 12 września 201819:00 | Rhein-Neckar Löwen        | 35:34(16:13) | FC Barcelona   | SAP Arena, Mannheim Widzów: 6018 Sędzia: Sławe Nikołow Ǵorǵi Naczewski |
| 12 września 201819:00 | Guðjón Valur Sigurðsson 6 | 35:34(16:13) | 11 Aleix Gómez | SAP Arena, Mannheim Widzów: 6018 Sędzia: Sławe Nikołow Ǵorǵi Naczewski |
| 12 września 201819:00 | 3× · 4×                   | 35:34(16:13) | 1× · 3×        | SAP Arena, Mannheim Widzów: 6018 Sędzia: Sławe Nikołow Ǵorǵi Naczewski |

| 15 września 201817:30 | Montpellier Handball | 24:27(11:12) | RK Wardar Skopje | Palais des sports René-Bougnol, Montpellier Widzów: 3000 Sędzia: Michal Baďura Jaroslav Ondogrecula |
| 15 września 201817:30 | Vid Kavtičnik 6      | 24:27(11:12) | 8 Vuko Borozan   | Palais des sports René-Bougnol, Montpellier Widzów: 3000 Sędzia: Michal Baďura Jaroslav Ondogrecula |
| 15 września 201817:30 | 3× · 2×              | 24:27(11:12) | 4× · 3×          | Palais des sports René-Bougnol, Montpellier Widzów: 3000 Sędzia: Michal Baďura Jaroslav Ondogrecula |

| 15 września 201818:00 | Telekom Veszprém | 29:27(14:13) | PGE Vive Kielce    | Veszprém Aréna, Veszprém Widzów: 5019 Sędzia: Andrej Husko Siarhiej Repkin |
| 15 września 201818:00 | Dragan Gajić 6   | 29:27(14:13) | 10 Alex Dujshebaev | Veszprém Aréna, Veszprém Widzów: 5019 Sędzia: Andrej Husko Siarhiej Repkin |
| 15 września 201818:00 | 5× · 3× · 1×     | 29:27(14:13) | 3× · 2×            | Veszprém Aréna, Veszprém Widzów: 5019 Sędzia: Andrej Husko Siarhiej Repkin |

| 15 września 201819:30 | IFK Kristianstad     | 30:32(16:14) | HC Meszkow Brześć  | Kristianstad Arena, Kristianstad Widzów: 3368 Sędzia: Andreu Marín Ignacio García Serradilla |
| 15 września 201819:30 | Philip Henningsson 7 | 30:32(16:14) | 7 Sandro Obranović | Kristianstad Arena, Kristianstad Widzów: 3368 Sędzia: Andreu Marín Ignacio García Serradilla |
| 15 września 201819:30 | 1× · 2×              | 30:32(16:14) | 6× · 1×            | Kristianstad Arena, Kristianstad Widzów: 3368 Sędzia: Andreu Marín Ignacio García Serradilla |

| 22 września 201817:30 | RK Wardar Skopje | 33:25(19:10) | IFK Kristianstad | Jane Sandanski Arena, Skopje Widzów: 3500 Sędzia: Arthur Brunner Morad Salah |
| 22 września 201817:30 | Ivan Čupić 7     | 33:25(19:10) | 5 Adam Nyfjäll   | Jane Sandanski Arena, Skopje Widzów: 3500 Sędzia: Arthur Brunner Morad Salah |
| 22 września 201817:30 | 2× · 2×          | 33:25(19:10) | 6× · 3×          | Jane Sandanski Arena, Skopje Widzów: 3500 Sędzia: Arthur Brunner Morad Salah |

| 22 września 201818:00 | PGE Vive Kielce                  | 35:32(17:17) | Rhein-Neckar Löwen | Hala Legionów, Kielce Widzów: 4000 Sędzia: Duarte Santos Ricardo Fonseca |
| 22 września 201818:00 | Alex Dujshebaev 5 Luka Cindrić 5 | 35:32(17:17) | 9 Andy Schmid      | Hala Legionów, Kielce Widzów: 4000 Sędzia: Duarte Santos Ricardo Fonseca |
| 22 września 201818:00 | 2× · 1×                          | 35:32(17:17) | 5× · 2×            | Hala Legionów, Kielce Widzów: 4000 Sędzia: Duarte Santos Ricardo Fonseca |

| 22 września 201818:00 | FC Barcelona              | 31:28(17:14) | Telekom Veszprém | Palau Blaugrana, Barcelona Widzów: 2828 Sędzia: Martin Gjeding Mads Hansen |
| 22 września 201818:00 | Casper Ulrich Mortensen 7 | 31:28(17:14) | 8 Dragan Gajić   | Palau Blaugrana, Barcelona Widzów: 2828 Sędzia: Martin Gjeding Mads Hansen |
| 22 września 201818:00 | 6× · 2× · 1×              | 31:28(17:14) | 8× · 2×          | Palau Blaugrana, Barcelona Widzów: 2828 Sędzia: Martin Gjeding Mads Hansen |

| 22 września 201819:30 | HC Meszkow Brześć                         | 26:23(13:10) | Montpellier Handball | Pałac sportu "Viktoria", Brześć Widzów: 3500 Sędzia: Dalibor Jurinović Marko Mrvica |
| 22 września 201819:30 | Vid Poteko 4 Darko Đukić 4 Petar Đorđić 4 | 26:23(13:10) | 6 Valentin Porte     | Pałac sportu "Viktoria", Brześć Widzów: 3500 Sędzia: Dalibor Jurinović Marko Mrvica |
| 22 września 201819:30 | 2× · 2×                                   | 26:23(13:10) | 1× · 3×              | Pałac sportu "Viktoria", Brześć Widzów: 3500 Sędzia: Dalibor Jurinović Marko Mrvica |

| 26 września 201819:00 | Rhein-Neckar Löwen        | 33:27(18:13) | HC Meszkow Brześć                   | SAP Arena, Mannheim Widzów: 2365 Sędzia: Bojan Lah David Sok |
| 26 września 201819:00 | Guðjón Valur Sigurðsson 6 | 33:27(18:13) | 7 Alexander Shkurinskiy 7 Šime Ivić | SAP Arena, Mannheim Widzów: 2365 Sędzia: Bojan Lah David Sok |
| 26 września 201819:00 | 2× · 2×                   | 33:27(18:13) | 3× · 2×                             | SAP Arena, Mannheim Widzów: 2365 Sędzia: Bojan Lah David Sok |

| 29 września 201817:30 | Telekom Veszprém | 25:27(11:13) | RK Wardar Skopje                            | Veszprém Aréna, Veszprém Widzów: 5019 Sędzia: Lars Geipel Marcus Helbig |
| 29 września 201817:30 | Dragan Gajić 5   | 25:27(11:13) | 5 Ivan Cupić 5 Timur Dibirow 5 Vuko Borozan | Veszprém Aréna, Veszprém Widzów: 5019 Sędzia: Lars Geipel Marcus Helbig |
| 29 września 201817:30 | 8× · 3×          | 25:27(11:13) | 2× · 1×                                     | Veszprém Aréna, Veszprém Widzów: 5019 Sędzia: Lars Geipel Marcus Helbig |

| 29 września 201819:30 | IFK Kristianstad        | 25:44(14:19) | FC Barcelona   | Kristianstad Arena, Kristianstad Widzów: 4200 Sędzia: Lars Jørum Håvard Kleven |
| 29 września 201819:30 | Stig-Tore Moen Nilsen 6 | 25:44(14:19) | 7 Jure Dolenec | Kristianstad Arena, Kristianstad Widzów: 4200 Sędzia: Lars Jørum Håvard Kleven |
| 29 września 201819:30 | 3× · 2×                 | 25:44(14:19) | 2×             | Kristianstad Arena, Kristianstad Widzów: 4200 Sędzia: Lars Jørum Håvard Kleven |

| 30 września 201819:00 | Montpellier Handball | 26:29(14:16) | PGE Vive Kielce   | Sud de France Arena, Pérols Widzów: 4812 Sędzia: Václav Horáček Jiří Novotný |
| 30 września 201819:00 | Melvyn Richardson 6  | 26:29(14:16) | 9 Alex Dujshebaev | Sud de France Arena, Pérols Widzów: 4812 Sędzia: Václav Horáček Jiří Novotný |
| 30 września 201819:00 | 5× · 3×              | 26:29(14:16) | 4× · 1×           | Sud de France Arena, Pérols Widzów: 4812 Sędzia: Václav Horáček Jiří Novotný |

| 6 października 201816:00 | PGE Vive Kielce    | 33:31(17:12) | IFK Kristianstad            | Hala Legionów, Kielce Widzów: 3500 Sędzia: Radojko Brkic Andrei Jusufhodzic |
| 6 października 201816:00 | Arkadiusz Moryto 7 | 33:31(17:12) | 7 Ólafur Andrés Guðmundsson | Hala Legionów, Kielce Widzów: 3500 Sędzia: Radojko Brkic Andrei Jusufhodzic |
| 6 października 201816:00 | 2× · 1×            | 33:31(17:12) | 4× · 3×                     | Hala Legionów, Kielce Widzów: 3500 Sędzia: Radojko Brkic Andrei Jusufhodzic |

| 6 października 201816:00 | FC Barcelona              | 35:27(18:13) | Montpellier Handball | Palau Blaugrana, Barcelona Widzów: 2642 Sędzia: Jónas Elíasson Anton Gylfi Pálsson |
| 6 października 201816:00 | Casper Ulrich Mortensen 7 | 35:27(18:13) | 6 Kyllian Villeminot | Palau Blaugrana, Barcelona Widzów: 2642 Sędzia: Jónas Elíasson Anton Gylfi Pálsson |
| 6 października 201816:00 | 4× · 1×                   | 35:27(18:13) | 3× · 2×              | Palau Blaugrana, Barcelona Widzów: 2642 Sędzia: Jónas Elíasson Anton Gylfi Pálsson |

| 6 października 201816:00 | HC Meszkow Brześć | 28:29(16:15) | Telekom Veszprém | Pałac sportu "Viktoria", Brześć Widzów: 3300 Sędzia: Ivan Caçador Eurico Nicolau |
| 6 października 201816:00 | Darko Đukić 5     | 28:29(16:15) | 6 Manuel Štrlek  | Pałac sportu "Viktoria", Brześć Widzów: 3300 Sędzia: Ivan Caçador Eurico Nicolau |
| 6 października 201816:00 | 4× · 3×           | 28:29(16:15) | 5× · 2× · 1×     | Pałac sportu "Viktoria", Brześć Widzów: 3300 Sędzia: Ivan Caçador Eurico Nicolau |

| 6 października 201817:30 | RK Wardar Skopje | 29:27(13:15) | Rhein-Neckar Löwen    | Jane Sandanski Arena, Skopje Widzów: 5500 Sędzia: Nenad Nikolić Dušan Stojković |
| 6 października 201817:30 | Timur Dibirow 8  | 29:27(13:15) | 7 Alexander Petersson | Jane Sandanski Arena, Skopje Widzów: 5500 Sędzia: Nenad Nikolić Dušan Stojković |
| 6 października 201817:30 | 3× · 2×          | 29:27(13:15) | 4× · 2× · 1×          | Jane Sandanski Arena, Skopje Widzów: 5500 Sędzia: Nenad Nikolić Dušan Stojković |

| 10 października 201819:00 | Rhein-Neckar Löwen   | 36:27(18:14) | IFK Kristianstad                                    | SAP Arena, Mannheim Widzów: 3082 Sędzia: Kürşad Erdoğan İbrahim Özdeniz |
| 10 października 201819:00 | Bogdan Radivojević 9 | 36:27(18:14) | 5 Stig-Tore Moen Nilsen 5 Ólafur Andrés Guðmundsson | SAP Arena, Mannheim Widzów: 3082 Sędzia: Kürşad Erdoğan İbrahim Özdeniz |
| 10 października 201819:00 | 2× · 2×              | 36:27(18:14) | 4× · 1× · 2×                                        | SAP Arena, Mannheim Widzów: 3082 Sędzia: Kürşad Erdoğan İbrahim Özdeniz |

| 13 października 201817:00 | HC Meszkow Brześć  | 21:29(14:15) | FC Barcelona                                              | Pałac sportu "Viktoria", Brześć Widzów: 3500 Sędzia: Ivan Pavićević Miloš Ražnatović |
| 13 października 201817:00 | Sandro Obranović 5 | 21:29(14:15) | 5 Casper Ulrich Mortensen 5 Aleix Gómez Abelló 5 Dika Mem | Pałac sportu "Viktoria", Brześć Widzów: 3500 Sędzia: Ivan Pavićević Miloš Ražnatović |
| 13 października 201817:00 | 4× · 3×            | 21:29(14:15) | 5× · 3×                                                   | Pałac sportu "Viktoria", Brześć Widzów: 3500 Sędzia: Ivan Pavićević Miloš Ražnatović |

| 13 października 201817:30 | Montpellier Handball | 29:30(16:14) | Telekom Veszprém | Sud de France Arena, Pérols Widzów: 5000 Sędzia: Matija Gubica Boris Milošević |
| 13 października 201817:30 | Melvyn Richardson 7  | 29:30(16:14) | 6 Manuel Štrlek  | Sud de France Arena, Pérols Widzów: 5000 Sędzia: Matija Gubica Boris Milošević |
| 13 października 201817:30 | 4× · 3×              | 29:30(16:14) | 6×               | Sud de France Arena, Pérols Widzów: 5000 Sędzia: Matija Gubica Boris Milošević |

| 14 października 201817:00 | PGE Vive Kielce | 31:27(16:15) | RK Wardar Skopje             | Hala Legionów, Kielce Widzów: 4100 Sędzia: Vaidas Mažeika Mindaugas Gatelis |
| 14 października 201817:00 | Luka Cindrić 8  | 31:27(16:15) | 6 Staš Skube 6 Timur Dibirow | Hala Legionów, Kielce Widzów: 4100 Sędzia: Vaidas Mažeika Mindaugas Gatelis |
| 14 października 201817:00 | 6× · 3× · 1×    | 31:27(16:15) | 4× · 3× · 1×                 | Hala Legionów, Kielce Widzów: 4100 Sędzia: Vaidas Mažeika Mindaugas Gatelis |

| 3 listopada 201817:30 | RK Wardar Skopje | 30:23(14:14) | HC Meszkow Brześć       | Jane Sandanski Arena, Skopje Widzów: 4500 Sędzia: Václav Horáček Jiří Novotný |
| 3 listopada 201817:30 | Igor Karačić 11  | 30:23(14:14) | 5 Alexander Shkurinskiy | Jane Sandanski Arena, Skopje Widzów: 4500 Sędzia: Václav Horáček Jiří Novotný |
| 3 listopada 201817:30 | 3× · 3×          | 30:23(14:14) | 3× · 3×                 | Jane Sandanski Arena, Skopje Widzów: 4500 Sędzia: Václav Horáček Jiří Novotný |

| 3 listopada 201817:30 | Telekom Veszprém | 28:29(12:15) | Rhein-Neckar Löwen                                     | Veszprém Aréna, Veszprém Widzów: 5000 Sędzia: Michal Baďura Jaroslav Ondogrecula |
| 3 listopada 201817:30 | Kentin Mahé 5    | 28:29(12:15) | 6 Andy Schmid 6 Bogdan Radivojević 6 Jannik Kohlbacher | Veszprém Aréna, Veszprém Widzów: 5000 Sędzia: Michal Baďura Jaroslav Ondogrecula |
| 3 listopada 201817:30 | 1× · 3×          | 28:29(12:15) | 2×                                                     | Veszprém Aréna, Veszprém Widzów: 5000 Sędzia: Michal Baďura Jaroslav Ondogrecula |

| 3 listopada 201819:30 | IFK Kristianstad | 29:29(12:17) | Montpellier Handball | Kristianstad Arena, Kristianstad Widzów: 3848 Sędzia: Nenad Nikolić Dušan Stojković |
| 3 listopada 201819:30 | Anton Halen 6    | 29:29(12:17) | 7 Melvyn Richardson  | Kristianstad Arena, Kristianstad Widzów: 3848 Sędzia: Nenad Nikolić Dušan Stojković |
| 3 listopada 201819:30 | 1× · 2×          | 29:29(12:17) | 3× · 4×              | Kristianstad Arena, Kristianstad Widzów: 3848 Sędzia: Nenad Nikolić Dušan Stojković |

| 4 listopada 201819:00 | FC Barcelona         | 31:27(14:11) | PGE Vive Kielce   | Palau Blaugrana, Barcelona Widzów: 3239 Sędzia: Dalibor Jurinović Marko Mrvica |
| 4 listopada 201819:00 | Aleix Gómez Abelló 7 | 31:27(14:11) | 6 Alex Dujshebaev | Palau Blaugrana, Barcelona Widzów: 3239 Sędzia: Dalibor Jurinović Marko Mrvica |
| 4 listopada 201819:00 | 1× · 2×              | 31:27(14:11) | 1× · 2×           | Palau Blaugrana, Barcelona Widzów: 3239 Sędzia: Dalibor Jurinović Marko Mrvica |

| 7 listopada 201819:00 | Rhein-Neckar Löwen         | 37:27(16:13) | Montpellier Handball | SAP Arena, Mannheim Widzów: 3285 Sędzia: Jesper Kirkholm Madsen Henrik Mortensen |
| 7 listopada 201819:00 | Guðjón Valur Sigurðsson 11 | 37:27(16:13) | 10 Melvyn Richardson | SAP Arena, Mannheim Widzów: 3285 Sędzia: Jesper Kirkholm Madsen Henrik Mortensen |
| 7 listopada 201819:00 | 3× · 2×                    | 37:27(16:13) | 2× · 1×              | SAP Arena, Mannheim Widzów: 3285 Sędzia: Jesper Kirkholm Madsen Henrik Mortensen |

| 10 listopada 201817:00 | HC Meszkow Brześć                   | 26:35(13:15) | PGE Vive Kielce | Pałac sportu "Viktoria", Brześć Widzów: 3250 Sędzia: Peter Brunovský Vladimír Čanda |
| 10 listopada 201817:00 | Artsiom Kułak 4 Artsiom Selvasiuk 4 | 26:35(13:15) | 8 Blaž Janc     | Pałac sportu "Viktoria", Brześć Widzów: 3250 Sędzia: Peter Brunovský Vladimír Čanda |
| 10 listopada 201817:00 | 3× · 3× · 1×                        | 26:35(13:15) | 4× · 3×         | Pałac sportu "Viktoria", Brześć Widzów: 3250 Sędzia: Peter Brunovský Vladimír Čanda |

| 10 listopada 201818:45 | IFK Kristianstad     | 32:29(14:15) | Telekom Veszprém | Kristianstad Arena, Kristianstad Widzów: 3786 Sędzia: Bojan Lah David Sok |
| 10 listopada 201818:45 | Ólafur Guðmundsson 7 | 32:29(14:15) | 4 Kentin Mahé    | Kristianstad Arena, Kristianstad Widzów: 3786 Sędzia: Bojan Lah David Sok |
| 10 listopada 201818:45 | 6× · 3×              | 32:29(14:15) | 3× · 2×          | Kristianstad Arena, Kristianstad Widzów: 3786 Sędzia: Bojan Lah David Sok |

| 11 listopada 201817:00 | RK Wardar Skopje | 26:30(9:13) | FC Barcelona | Jane Sandanski Arena, Skopje Widzów: 5500 Sędzia: Duarte Santos Ricardo Fonseca |
| 11 listopada 201817:00 | Timur Dibirow 6  | 26:30(9:13) | 8 Dika Mem   | Jane Sandanski Arena, Skopje Widzów: 5500 Sędzia: Duarte Santos Ricardo Fonseca |
| 11 listopada 201817:00 | 2× · 1×          | 26:30(9:13) | 3× · 2×      | Jane Sandanski Arena, Skopje Widzów: 5500 Sędzia: Duarte Santos Ricardo Fonseca |

| 14 listopada 201820:45 | Montpellier Handball                 | 31:26(16:12) | Rhein-Neckar Löwen | Palais des sports René-Bougnol, Montpellier Widzów: 3000 Sędzia: Ivan Pavićević Miloš Ražnatović |
| 14 listopada 201820:45 | Michaël Guigou 7 Melvyn Richardson 7 | 31:26(16:12) | 6 Jerry Tollbring  | Palais des sports René-Bougnol, Montpellier Widzów: 3000 Sędzia: Ivan Pavićević Miloš Ražnatović |
| 14 listopada 201820:45 | 3× · 1×                              | 31:26(16:12) | 4× · 1× · 1×       | Palais des sports René-Bougnol, Montpellier Widzów: 3000 Sędzia: Ivan Pavićević Miloš Ražnatović |

| 17 listopada 201817:30 | Telekom Veszprém      | 36:27(20:14) | IFK Kristianstad | Veszprém Aréna, Veszprém Widzów: 5019 Sędzia: Amar Konjičanin Dino Konjičanin |
| 17 listopada 201817:30 | Kent Robin Tønnesen 8 | 36:27(20:14) | 8 Valter Chrintz | Veszprém Aréna, Veszprém Widzów: 5019 Sędzia: Amar Konjičanin Dino Konjičanin |
| 17 listopada 201817:30 | 6× · 2×               | 36:27(20:14) | 3× · 2×          | Veszprém Aréna, Veszprém Widzów: 5019 Sędzia: Amar Konjičanin Dino Konjičanin |

| 17 listopada 201818:00 | PGE Vive Kielce    | 34:31(17:16) | HC Meszkow Brześć       | Hala Legionów, Kielce Widzów: 4100 Sędzia: Nenad Nikolić Dušan Stojković |
| 17 listopada 201818:00 | Alex Dujshebaev 10 | 34:31(17:16) | 6 Alexander Shkurinskiy | Hala Legionów, Kielce Widzów: 4100 Sędzia: Nenad Nikolić Dušan Stojković |
| 17 listopada 201818:00 | 4× · 2×            | 34:31(17:16) | 4× · 2×                 | Hala Legionów, Kielce Widzów: 4100 Sędzia: Nenad Nikolić Dušan Stojković |

| 17 listopada 201819:00 | FC Barcelona              | 34:26(16:15) | RK Wardar Skopje | Palau Blaugrana, Barcelona Widzów: 3874 Sędzia: Zigmārs Sondors Renārs Līcis |
| 17 listopada 201819:00 | Casper Ulrich Mortensen 8 | 34:26(16:15) | 5 Ivan Čupić     | Palau Blaugrana, Barcelona Widzów: 3874 Sędzia: Zigmārs Sondors Renārs Līcis |
| 17 listopada 201819:00 | 5× · 2×                   | 34:26(16:15) | 7× · 1×          | Palau Blaugrana, Barcelona Widzów: 3874 Sędzia: Zigmārs Sondors Renārs Līcis |

| 21 listopada 201819:00 | Rhein-Neckar Löwen   | 25:29(13:14) | Telekom Veszprém | SAP Arena, Mannheim Widzów: 3555 Sędzia: Dalibor Jurinović Marko Mrvica |
| 21 listopada 201819:00 | Mads Mensah Larsen 6 | 25:29(13:14) | 7 Kentin Mahé    | SAP Arena, Mannheim Widzów: 3555 Sędzia: Dalibor Jurinović Marko Mrvica |
| 21 listopada 201819:00 | 2× · 3×              | 25:29(13:14) | 3× · 3×          | SAP Arena, Mannheim Widzów: 3555 Sędzia: Dalibor Jurinović Marko Mrvica |

| 24 listopada 201817:00 | HC Meszkow Brześć | 31:31(14:13) | RK Wardar Skopje    | Pałac sportu "Viktoria", Brześć Widzów: 3200 Sędzia: Martin Gjeding Mads Hansen |
| 24 listopada 201817:00 | Darko Đukić 7     | 31:31(14:13) | 8 Dainis Krištopāns | Pałac sportu "Viktoria", Brześć Widzów: 3200 Sędzia: Martin Gjeding Mads Hansen |
| 24 listopada 201817:00 | 5× · 2×           | 31:31(14:13) | 4× · 1× · 1×        | Pałac sportu "Viktoria", Brześć Widzów: 3200 Sędzia: Martin Gjeding Mads Hansen |

| 24 listopada 201818:00 | PGE Vive Kielce     | 36:42(15:18) | FC Barcelona                                | Hala Legionów, Kielce Widzów: 4200 Sędzia: Stevann Pichon Laurent Reveret |
| 24 listopada 201818:00 | Uładzisłau Kulesz 6 | 36:42(15:18) | 9 Casper Ulrich Mortensen 9 Gilberto Duarte | Hala Legionów, Kielce Widzów: 4200 Sędzia: Stevann Pichon Laurent Reveret |
| 24 listopada 201818:00 | 2× · 2×             | 36:42(15:18) | 1× · 3×                                     | Hala Legionów, Kielce Widzów: 4200 Sędzia: Stevann Pichon Laurent Reveret |

| 25 listopada 201817:00 | Montpellier Handball | 30:31(16:16) | IFK Kristianstad                         | Palais des sports René-Bougnol, Montpellier Widzów: 5200 Sędzia: Ivan Caçador Eurico Nicolau |
| 25 listopada 201817:00 | Melvyn Richardson 11 | 30:31(16:16) | 8 Stig-Tore Moen Nilsen 8 Valter Chrintz | Palais des sports René-Bougnol, Montpellier Widzów: 5200 Sędzia: Ivan Caçador Eurico Nicolau |
| 25 listopada 201817:00 | 3× · 2×              | 30:31(16:16) | 5× · 2×                                  | Palais des sports René-Bougnol, Montpellier Widzów: 5200 Sędzia: Ivan Caçador Eurico Nicolau |

| 1 grudnia 201817:30 | RK Wardar Skopje    | 28:27(14:11) | PGE Vive Kielce   | Jane Sandanski Arena, Skopje Widzów: 5500 Sędzia: Evgeny Zotin Nikolay Volodkov |
| 1 grudnia 201817:30 | Dainis Krištopāns 6 | 28:27(14:11) | 6 Alex Dujshebaev | Jane Sandanski Arena, Skopje Widzów: 5500 Sędzia: Evgeny Zotin Nikolay Volodkov |
| 1 grudnia 201817:30 | 3× · 3×             | 28:27(14:11) | 4× · 2×           | Jane Sandanski Arena, Skopje Widzów: 5500 Sędzia: Evgeny Zotin Nikolay Volodkov |

| 1 grudnia 201818:30 | IFK Kristianstad | 27:32(13:18) | Rhein-Neckar Löwen | Kristianstad Arena, Kristianstad Widzów: 4326 Sędzia: Zigmārs Sondors Renārs Līcis |
| 1 grudnia 201818:30 | Valter Chrintz 6 | 27:32(13:18) | 10 Andy Schmid     | Kristianstad Arena, Kristianstad Widzów: 4326 Sędzia: Zigmārs Sondors Renārs Līcis |
| 1 grudnia 201818:30 | 3× · 4×          | 27:32(13:18) | 4× · 3×            | Kristianstad Arena, Kristianstad Widzów: 4326 Sędzia: Zigmārs Sondors Renārs Līcis |

| 2 grudnia 201816:30 | FC Barcelona                        | 41:32(22:17) | HC Meszkow Brześć | Palau Blaugrana, Barcelona Widzów: 3344 Sędzia: Kürşad Erdoğan İbrahim Özdeniz |
| 2 grudnia 201816:30 | Víctor Tomás 6 Timothey N'Guessan 6 | 41:32(22:17) | 6 Šime Ivić       | Palau Blaugrana, Barcelona Widzów: 3344 Sędzia: Kürşad Erdoğan İbrahim Özdeniz |
| 2 grudnia 201816:30 | 2×                                  | 41:32(22:17) | 5× · 2×           | Palau Blaugrana, Barcelona Widzów: 3344 Sędzia: Kürşad Erdoğan İbrahim Özdeniz |

| 2 grudnia 201819:00 | Telekom Veszprém  | 25:19(15:11) | Montpellier Handball | Veszprém Aréna, Veszprém Widzów: 5019 Sędzia: Arthur Brunner Morad Salah |
| 2 grudnia 201819:00 | Andreas Nilsson 6 | 25:19(15:11) | 9 Melvyn Richardson  | Veszprém Aréna, Veszprém Widzów: 5019 Sędzia: Arthur Brunner Morad Salah |
| 2 grudnia 201819:00 | 2× · 3× · 1×      | 25:19(15:11) | 4× · 2×              | Veszprém Aréna, Veszprém Widzów: 5019 Sędzia: Arthur Brunner Morad Salah |

| 6 lutego 201919:00 | Rhein-Neckar Löwen | 27:30(12:16) | RK Wardar Skopje | SAP Arena, Mannheim Widzów: 4149 Sędzia: Stevann Pichon Laurent Reveret |
| 6 lutego 201919:00 | Andy Schmid 9      | 27:30(12:16) | 7 Timur Dibirow  | SAP Arena, Mannheim Widzów: 4149 Sędzia: Stevann Pichon Laurent Reveret |
| 6 lutego 201919:00 | 3× · 2×            | 27:30(12:16) | 3× · 2×          | SAP Arena, Mannheim Widzów: 4149 Sędzia: Stevann Pichon Laurent Reveret |

| 9 lutego 201917:30 | Telekom Veszprém                                                     | 29:26(15:15) | FC Barcelona                                                 | Veszprém Aréna, Veszprém Widzów: 5019 Sędzia: Mirza Kurtagic Mattias Wetterwik |
| 9 lutego 201917:30 | Dejan Manaskow 4 Kent Robin Tønnesen 4 Petar Nenadić 4 Kentin Mahé 4 | 29:26(15:15) | 4 Víctor Tomás 4 Aitor Ariño Bengoechea 4 Timothey N'Guessan | Veszprém Aréna, Veszprém Widzów: 5019 Sędzia: Mirza Kurtagic Mattias Wetterwik |
| 9 lutego 201917:30 | 3× · 3×                                                              | 29:26(15:15) | 1× · 1×                                                      | Veszprém Aréna, Veszprém Widzów: 5019 Sędzia: Mirza Kurtagic Mattias Wetterwik |

| 9 lutego 201917:30 | Montpellier Handball | 29:23(15:11) | HC Meszkow Brześć | Palais des sports René-Bougnol, Montpellier Widzów: 2900 Sędzia: Sławe Nikołow Ǵorǵi Naczewski |
| 9 lutego 201917:30 | Melvyn Richardson 8  | 29:23(15:11) | 4 Maksim Baranau  | Palais des sports René-Bougnol, Montpellier Widzów: 2900 Sędzia: Sławe Nikołow Ǵorǵi Naczewski |
| 9 lutego 201917:30 | 6× · 2×              | 29:23(15:11) | 6× · 2× · 1×      | Palais des sports René-Bougnol, Montpellier Widzów: 2900 Sędzia: Sławe Nikołow Ǵorǵi Naczewski |

| 9 lutego 201919:00 | IFK Kristianstad                                                                             | 33:34(15:16) | PGE Vive Kielce   | Kristianstad Arena, Kristianstad Widzów: 3812 Sędzia: Matija Gubica Boris Milošević |
| 9 lutego 201919:00 | Arnar Freyr Arnarsson 5 Stig-Tore Moen Nilsen 5 Ólafur Andrés Guðmundsson 5 Valter Chrintz 5 | 33:34(15:16) | 11 Michał Jurecki | Kristianstad Arena, Kristianstad Widzów: 3812 Sędzia: Matija Gubica Boris Milošević |
| 9 lutego 201919:00 | 4× · 3×                                                                                      | 33:34(15:16) | 2× · 1×           | Kristianstad Arena, Kristianstad Widzów: 3812 Sędzia: Matija Gubica Boris Milošević |

| 16 lutego 201917:30 | RK Wardar Skopje      | 27:29(16:11) | Telekom Veszprém | Jane Sandanski Arena, Skopje Widzów: 5500 Sędzia: Ivan Caçador Eurico Nicolau |
| 16 lutego 201917:30 | Christian Dissinger 5 | 27:29(16:11) | 7 Máté Lékai     | Jane Sandanski Arena, Skopje Widzów: 5500 Sędzia: Ivan Caçador Eurico Nicolau |
| 16 lutego 201917:30 | 4× · 2×               | 27:29(16:11) | 6× · 2×          | Jane Sandanski Arena, Skopje Widzów: 5500 Sędzia: Ivan Caçador Eurico Nicolau |

| 16 lutego 201918:00 | PGE Vive Kielce                                                  | 27:28(11:14) | Montpellier Handball                   | Hala Legionów, Kielce Widzów: 4000 Sędzia: Andreu Marín Ignacio García Serradilla |
| 16 lutego 201918:00 | Julen Aguinagalde 4 Krzysztof Lijewski 4 Ángel Fernández Pérez 4 | 27:28(11:14) | 6 Mathieu Grébille 6 Melvyn Richardson | Hala Legionów, Kielce Widzów: 4000 Sędzia: Andreu Marín Ignacio García Serradilla |
| 16 lutego 201918:00 | 1× · 3×                                                          | 27:28(11:14) | 5× · 1×                                | Hala Legionów, Kielce Widzów: 4000 Sędzia: Andreu Marín Ignacio García Serradilla |

| 16 lutego 201919:30 | HC Meszkow Brześć       | 27:24(15:12) | Rhein-Neckar Löwen                      | Pałac sportu "Viktoria", Brześć Widzów: 3450 Sędzia: Vaidas Mažeika Mindaugas Gatelis |
| 16 lutego 201919:30 | Alexander Shkurinskiy 8 | 27:24(15:12) | 5 Andy Schmid 5 Guðjón Valur Sigurðsson | Pałac sportu "Viktoria", Brześć Widzów: 3450 Sędzia: Vaidas Mažeika Mindaugas Gatelis |
| 16 lutego 201919:30 | 2× · 3× · 1×            | 27:24(15:12) | 2× · 2×                                 | Pałac sportu "Viktoria", Brześć Widzów: 3450 Sędzia: Vaidas Mažeika Mindaugas Gatelis |

| 17 lutego 201919:30 | FC Barcelona                  | 43:26(21:12) | IFK Kristianstad | Palau Blaugrana, Barcelona Widzów: 3479 Sędzia: Jesper Kirkholm Madsen Henrik Mortensen |
| 17 lutego 201919:30 | Aleix Gómez 6 Kamil Syprzak 6 | 43:26(21:12) | 5 Anton Halen    | Palau Blaugrana, Barcelona Widzów: 3479 Sędzia: Jesper Kirkholm Madsen Henrik Mortensen |
| 17 lutego 201919:30 | 1×                            | 43:26(21:12) | 4× · 2×          | Palau Blaugrana, Barcelona Widzów: 3479 Sędzia: Jesper Kirkholm Madsen Henrik Mortensen |

| 20 lutego 201919:00 | Rhein-Neckar Löwen | 30:29(18:14) | PGE Vive Kielce     | SAP Arena, Mannheim Widzów: 4067 Sędzia: Martin Gjeding Mads Hansen |
| 20 lutego 201919:00 | Andy Schmid 8      | 30:29(18:14) | 6 Julen Aguinagalde | SAP Arena, Mannheim Widzów: 4067 Sędzia: Martin Gjeding Mads Hansen |
| 20 lutego 201919:00 | 1× · 1×            | 30:29(18:14) | 2× · 1×             | SAP Arena, Mannheim Widzów: 4067 Sędzia: Martin Gjeding Mads Hansen |

| 23 lutego 201919:00 | IFK Kristianstad             | 30:32(17:16) | RK Wardar Skopje    | Kristianstad Arena, Kristianstad Widzów: 3867 Sędzia: Peter Brunovský Vladimír Čanda |
| 23 lutego 201919:00 | Ólafur Andrés Guðmundsson 10 | 30:32(17:16) | 8 Dainis Krištopāns | Kristianstad Arena, Kristianstad Widzów: 3867 Sędzia: Peter Brunovský Vladimír Čanda |
| 23 lutego 201919:00 | 4× · 1×                      | 30:32(17:16) | 2× · 1×             | Kristianstad Arena, Kristianstad Widzów: 3867 Sędzia: Peter Brunovský Vladimír Čanda |

| 24 lutego 201919:00 | Montpellier Handball | 28:36(12:18) | FC Barcelona  | Palais des sports René-Bougnol, Montpellier Widzów: 7500 Sędzia: Lars Geipel Marcus Helbig |
| 24 lutego 201919:00 | Melvyn Richardson 6  | 28:36(12:18) | 8 Aleix Gómez | Palais des sports René-Bougnol, Montpellier Widzów: 7500 Sędzia: Lars Geipel Marcus Helbig |
| 24 lutego 201919:00 | 3× · 1×              | 28:36(12:18) | 2× · 1×       | Palais des sports René-Bougnol, Montpellier Widzów: 7500 Sędzia: Lars Geipel Marcus Helbig |

| 24 lutego 201917:00 | Telekom Veszprém                                  | 28:20(9:10) | HC Meszkow Brześć                                                    | Veszprém Aréna, Veszprém Widzów: 5019 Sędzia: Bojan Lah David Sok |
| 24 lutego 201917:00 | Andreas Nilsson 4 Kentin Mahé 4 Borut Mačkovšek 4 | 28:20(9:10) | 4 Artsiom Kułak 4 Alexander Shkurinskiy 4 Simon Razgor 4 Darko Đukić | Veszprém Aréna, Veszprém Widzów: 5019 Sędzia: Bojan Lah David Sok |
| 24 lutego 201917:00 | 4× · 2×                                           | 28:20(9:10) | 4× · 2×                                                              | Veszprém Aréna, Veszprém Widzów: 5019 Sędzia: Bojan Lah David Sok |

| 2 marca 201917:30 | RK Wardar Skopje    | 33:27(16:13) | Montpellier Handball | Jane Sandanski Arena, Skopje Widzów: 5000 Sędzia: Kürşad Erdoğan İbrahim Özdeniz |
| 2 marca 201917:30 | Dainis Krištopāns 7 | 33:27(16:13) | 5 Valentin Porte     | Jane Sandanski Arena, Skopje Widzów: 5000 Sędzia: Kürşad Erdoğan İbrahim Özdeniz |
| 2 marca 201917:30 | 2× · 2×             | 33:27(16:13) | 1× · 2× · 1×         | Jane Sandanski Arena, Skopje Widzów: 5000 Sędzia: Kürşad Erdoğan İbrahim Özdeniz |

| 2 marca 201917:30 | FC Barcelona                                | 30:25(20:12) | Rhein-Neckar Löwen                  | Palau Blaugrana, Barcelona Widzów: 3033 Sędzia: Nenad Nikolić Dušan Stojković |
| 2 marca 201917:30 | Lasse Bredekjær Andersson 5 Kamil Syprzak 5 | 30:25(20:12) | 6 Filip Tałeski 6 Jannik Kohlbacher | Palau Blaugrana, Barcelona Widzów: 3033 Sędzia: Nenad Nikolić Dušan Stojković |
| 2 marca 201917:30 | 1×                                          | 30:25(20:12) | 2× · 2×                             | Palau Blaugrana, Barcelona Widzów: 3033 Sędzia: Nenad Nikolić Dušan Stojković |

| 2 marca 201918:00 | PGE Vive Kielce | 35:36(21:18) | Telekom Veszprém | Hala Legionów, Kielce Widzów: 4200 Sędzia: Michal Baďura Jaroslav Ondogrecula |
| 2 marca 201918:00 | Blaž Janc 7     | 35:36(21:18) | 8 Kentin Mahé    | Hala Legionów, Kielce Widzów: 4200 Sędzia: Michal Baďura Jaroslav Ondogrecula |
| 2 marca 201918:00 | 1× · 1×         | 35:36(21:18) | 5× · 2×          | Hala Legionów, Kielce Widzów: 4200 Sędzia: Michal Baďura Jaroslav Ondogrecula |

| 2 marca 201919:30 | HC Meszkow Brześć | 32:23(15:11) | IFK Kristianstad        | Pałac sportu "Viktoria", Brześć Widzów: 3450 Sędzia: Miklós Andorka Róbert Hucker |
| 2 marca 201919:30 | Šime Ivić 6       | 32:23(15:11) | 4 Stig-Tore Moen Nilsen | Pałac sportu "Viktoria", Brześć Widzów: 3450 Sędzia: Miklós Andorka Róbert Hucker |
| 2 marca 201919:30 | 4× · 1×           | 32:23(15:11) | 3× · 1×                 | Pałac sportu "Viktoria", Brześć Widzów: 3450 Sędzia: Miklós Andorka Róbert Hucker |